# Playa de Mende
La Playa de Mende (también conocida como la «playa del Mendo» o de «la Rotea») está situada en la parroquia de Teis, en el municipio gallego de Vigo. Es una de las playas de Vigo que cuenta con Bandera Azul.

## Características
La playa de Mende, situada en Teis, destaca por su carácter único por diversas razones. Una de las más relevantes es que se considera la primera playa artificial de la zona, ya que su aspecto actual difiere completamente de la antigua cala que existía antes de la construcción de la depuradora de Chapela-Teis.
Se trata de una playa semiurbana, el tiene forma de media luna, está delimitada por escolleras y no tiene gran densidad de ocupación durante los veranos. Zona acondicionada, con buenos accesos, entre una depuradora y un pequeño puerto deportivo.

## Servicios
Rampas de acceso, papeleras, servicio de limpieza, ducha.

## Accesos
Acceso rodado a través del núcleo de población de Chapela, siguiendo dirección oeste a partir de la playa de Area Longa. En sus inmediaciones se encuentra una zona de aparcamiento. El acceso a la arena se hace por rampas. Autobús urbano de Vitrasa en la avenida de Galicia línea C-3.

## Otros
Paseo litoral que bordea una moderna depuradora. La trasera de la playa cuenta con vegetación y no está edificada. Puerto deportivo en Teis.